# Eucharis moorei
Eucharis moorei là một loài thực vật có hoa trong họ Loa kèn đỏ. Loài này được (Baker) Meerow mô tả khoa học đầu tiên năm 1987.